# Route nationale 639
Die Route nationale 639, kurz N 639 oder RN 639, war eine französische Nationalstraße, die von 1933 bis 1973 in zwei Abschnitten zwischen Valence-sur-Baïse und einer Straßenkreuzung mit der ehemaligen Nationalstraße 129 nördlich von La Barthe-de-Neste verlief. Ihre Gesamtlänge betrug 95 Kilometer.